# Al-Fadl ibn Ya'qub
Al-Fadl ibn Ya'qub ' ibn Fazârah (fl. IX secolo) è stato un comandante e governatore aghlabita della Sicilia.
Fu inviato temporaneamente nell'835 dall'emiro di Kairouan Ziyadat Allah dopo l'uccisione del governatore Abu Fihr Muhammad.
Al-Fadl ibn Ya'qub continuò la tattica araba del colpire più luoghi simultaneamente, ottenendo un considerevole bottino. È noto per aver realizzato due incursioni, una a Siracusa, l'altra nelle pressi di Castrogiovanni (Enna) dove sconfisse anche un governatore bizantino. Nell'835 l'imperatore bizantino Teofilo (829-842) rispose al deterioramento della situazione in Sicilia e inviò la flotta imperiale, ma gli aghlabiti sostituirono Fadl ibn Ya'qub nel settembre 835 e inviarono un nuovo governatore, Abu'l Aglab Ibrahim ibn Abdallah ibn al-Aghlab, cugino dell'emiro di Kairouan Ziyadat Allah e fratello dell'ex governatore Abu Fiht Muhammad.
Di Fadhl si hanno notizie l'anno successivo, nell'836, quando guidò un'armata araba che attaccò e saccheggiò delle isolette adiacenti lungo costa tirrenica, molto probabilmente le Eolie, ed espugnò una fortezza, forse Tindari, per poi tornare vittoriosa a Palermo.